# Rosette Wolczak
Rosette Wolczak est une jeune fille juive née le 19 mars 1928 à Paris, réfugiée à Genève en 1943 et refoulée pour une « affaire d'atteinte aux mœurs ». Elle est déportée à Auschwitz où elle est gazée à son arrivée le 23 novembre 1943. Elle est parfois appelée Rose.

## Biographie

### Enfance
Rosette (Rose) Wolczak, elle est la fille de Félix (ou Zelig) Wolczak et Sophie (ou Zlata) Welner, tous deux juifs originaires de Łódź en Pologne. Le père de Félix Wolczak quitte la Pologne en raison de l'antisémitisme et de la pauvreté. Il épouse Zlate Welner en octobre 1925 et Rosette naît le 19 mars 1928 à Paris, suivie quelques années plus tard par Nathan en 1933. Ils sont domiciliés au 19 de la rue du Pont-aux-Choux dans le 3e arrondissement de Paris. Le père de Rosette milite dans les syndicats ouvriers et dans un parti politique juif. 
Rosette devient française en 1933. Sa scolarité se déroule à Paris, d'abord à l'école primaire de filles de la rue Debelleyme, puis au 8 rue de Montmorency non loin du quartier du Marais où l'on trouve une forte représentation de la communauté juive. En 1941, la famille quitte Paris pour Lyon, située en zone libre. Les restrictions de libertés frappant la communauté juive et plus particulièrement l'obligation pour toute personne juive de se faire recenser sont à l'origine de cette décision . La famille ne se présente pas au commissariat de la rue Saint-Ours et prend la fuite pour Lyon, puis pour Grenoble, où elle se sent à l'abri en raison de l'occupation italienne. Quand l'armée allemande envahit brusquement la zone, le 9 septembre 1943, la situation change. En 1943 les parents de Rosette décident de l'envoyer en Suisse chez l'un de ses cousins qui habite Genève et peut l'héberger. Pendant la Seconde Guerre mondiale, Genève est le point de transit de 42 % des personnes réfugiées juives qui cherchent à rejoindre la Suisse . La politique officielle de la Suisse est de limiter les afflux de personnes réfugiées en Suisse. Depuis le 13 août 1942, une directive du Conseil Fédéral de Berne stipule que les personnes prenant la fuite en raison de leur race ne peuvent pas être considérées comme des personnes réfugiées politiques. Toutefois, les personnes mineures non accompagnées de moins de seize ans ne peuvent pas être refoulées à la frontière, et Rosette a 15 ans en 1943. Elle part vraisemblablement avec la filière du Mouvement de jeunesse sioniste (MJS), qui est dirigé par Tony Gryn, jeune résistant parisien. Le père de Rosette aurait aussi participé à l'organisation de convoi d'enfants juifs vers la Suisse et connaît la filière.
Les parents envoient leur fille, et non leur fils pour diverses raisons : elle supporte difficilement la vie clandestine, et ses parents craignent son impulsivité. Rosette a démarré à ce moment un apprentissage de couturière.

### Arrivée à Genève

#### Convocation à Annecy par le MJS
Rosette Wolczak est convoquée à Annecy le 23 septembre 1943 vraisemblablement au lycée Berthollet. Rolande Birgy, résistante catholique qui travaille depuis 1942 avec la résistance juive, y a réservé une salle. Les 23 et 24 septembre le MJS, très actif a passé plus de 50 enfants en Suisse, en deux endroits de la frontière : Cornières (Annemasse) et Saint-Julien (ce dernier point de passage pour les adolescents). Rosette Wolczak est reçu par une passeuse du nom de Bella Weindling qui se présente sous le faux nom de Jeanne. Weindling qui vient de Cologne, appartient au MJS, a 22 ans. Tout comme Mila Racine, elle arrive de la colonie juive de Saint -Gervais. Mila Racine arrive à Annecy le 23 septembre et organise un nouvel itinéraire : autocar d'Annecy à Saint Julien et ensuite marche à pied jusqu'à Norcier. 
Rosette Wolczak part de Grenoble pour rejoindre Annecy, qu'elle quitte le 24 septembre 1943. Elle est ajoutée à un groupe de 7 adolescents en provenance de Nice et agés de 7 à 15 ans. Pour l'un d'entre eux, l'âge a été rajeuni sur les papiers. Elle rejoint en car Saint-Julien-en-Genevois, située en Haute-Savoie. Un passeur les accompagne ensuite pour franchir les barbelés entre les villages de Soral et de Certoux. Mila Racine est présente avec son assistant Roland Epstein, et Bella et Thea Weindling pour inspecter les passeurs, qu'elle emploie pour la première fois lors du premier passage le 23 septembre. L'inspection faite, elle retourne à Annecy avec Thea, tandis que Epstein et Bella Weindling accompagnent un premier groupe de 6 ados jusqu'à la borne 50. La frontière est située à 200 mètres de Norcier, dans la Plaine du Loup. Les jeunes doivent passer sous les barbelés et rejoindre la ferme des Comte Lully. Rosette Wolczak fait partie du deuxième groupe, qui passe le 24 septembre, suivant exactement le même chemin.

#### Arrestation
M. Comte appelle la douane la plus proche et les gardes frontières viennent les chercher à 21 h. Elle est arrêtée par un garde-frontière suisse qui rédige un procès-verbal d'arrestation à Sézenove. Les gardes frontières notent dans leur rapport que les enfants passent en Suisse pour «éviter la déportation en Allemagne». Elle est emmenée à la gendarmerie de Bernex et ensuite transférée au centre de triage des Cropettes à Genève, sans qu'elle puisse prendre contact avec son cousin résidant en Suisse. Elle indique ses coordonnées sur la déclaration qu'elle fait aux autorités chargées d'examiner sa demande le 27 septembre 1943. Son cousin C. Neufeld demeure 10, avenue Gaspard Valette à Genève. Il n'est pas informé de l'arrivée de Rosette. Elle indique au gendarme de l'armée qui l'interroge le soir même de son arrestation, que ses parents vont probablement la rejoindre, ce qui ne plait pas au gendarme, qui note devoir le signaler à ses supérieurs. 

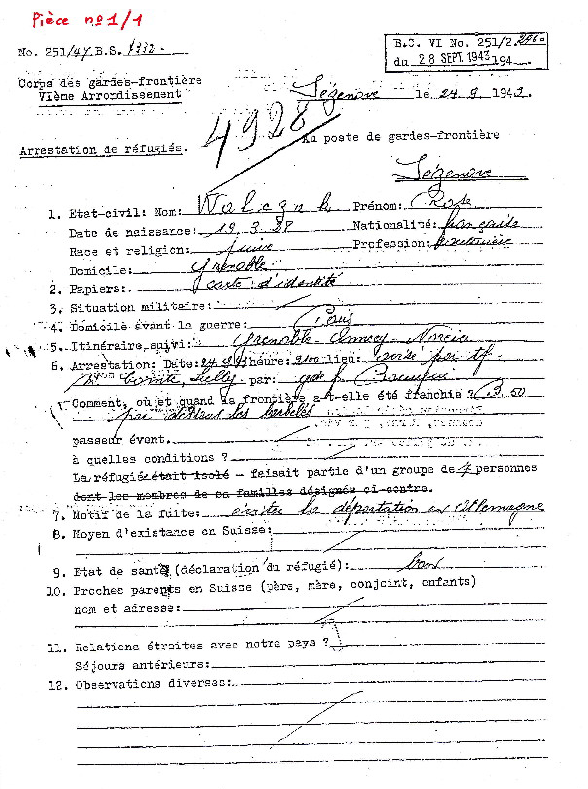
Procès-verbal de l'arrestation de Rosette Wolczak par les gardes frontières suisses du canton de Genève en 1943

Le centre de triage des Cropettes se situe dans une école primaire, qui accueille les personnes entrées clandestinement en Suisse pendant la Seconde Guerre mondiale. Les archives d’État de Genève indiquent que 2 526 personnes y ont été accueillies, dont 1 622 personnes juives. Parmi ces dernières, 80 ont été refoulées, et 17 déportées en Allemagne dans un camp de concentration. 
Rosette Wolczak a moins de 16 ans à son arrivée à Genève et reçoit donc une autorisation provisoire de rester en Suisse. On l'envoie au camp de transit des Plantaporrêts, où elle doit attendre de passer sous la juridiction du Département fédéral de justice et police. Elle est obligée de remettre les trente francs qu'elle possède aux autorités et de se conformer à des règles disciplinaires très strictes.

### Déportation à Auschwitz

#### Circonstance de son arrestation pour «conduite indécente»
Rosette est surprise avec un jeune militaire français évadé d'Allemagne sur la paille dans un dortoir. Le militaire suisse qui les découvre fait un rapport ; interrogée, Rosette accuse un autre homme de l'avoir violentée. Ce dernier indique alors que Rosette a eu des relations sexuelles avec quatre gardes militaires pendant la célébration du nouvel an juif (Roch Hachana). Rosette est accusée de « conduite indécente » ; elle est arrêtée et envoyée à la prison de Saint-Antoine.

#### Refoulement à la frontière française
Depuis le 19 décembre 1942, une directive de la Police stipule que toute personne admise à titre provisoire se conduisant d'une manière incorrecte peut être reconduite à la frontière. Le 13 octobre, le colonel Fernand Chenevière donne l'ordre de refouler Rosette Wolczak et le premier lieutenant Daniel Odier écrit une note demandant l'exécution de la sentence le plus rapidement possible pour « faire un exemple ». Daniel Odier (1902 - 1991) est l'officier de police responsable à Genève de la politique d’asile de Berne, et ses décisions sont notoirement antisémites. Il avertit par exemple les autorités allemandes du lieu de refoulement des personnes expulsées alors qu'il n'y est nullement obligé,, ce qui a pour conséquence l'arrestation et la déportation des personnes juives. Daniel Odier n'applique pas toujours les directives de Berne en matière d'accueil des « non-refoulables » et interprète les règles de manière incohérente,. Rosette Wolczak est finalement renvoyée pour raison disciplinaire le 16 octobre 1943. 

#### Arrestation et déportation
Avec trente francs en poche, rendus par le service pénitentiaire, elle repasse la frontière au Moulin de la Grave, avec trois autres réfugiés. Elle est arrêtée le 19 octobre 1943 et envoyée par les gardes-frontières allemands à l’hôtel Pax à Annemasse. De là elle est transférée au camp de Drancy, où elle arrive le 26 octobre. Elle y reçoit le numéro de matricule 7114, et doit à nouveau remettre la somme de cinquante francs dont elle dispose.

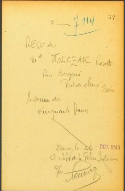
Reçu remis à rosette Wolczak par les autorités de Drancy

Elle est déportée à Auschwitz dans le convoi n° 62 du 20 novembre 1943. Après l'appel qui rassemble les déportées à six heures et demie, le convoi quitte la gare de Bobigny à 11 heures 50. Il emporte 1 200 personnes, dont 640 hommes, 560 femmes et 164 enfants de moins de dix-huit ans. Rosette est dans le même convoi que Nicole Alexandre, dont Françoise Verny célèbre la mémoire dans Serons-nous vivantes le 2 janvier 1950 ?. Dix-neuf jeunes juifs arrivent à s'échapper de ce convoi en sautant du train, dont le futur conseiller d'état Jean Cahen-Salvador. 
Rosette Wolczak arrive le 23 novembre à Auschwitz. D'après les témoignages des déportées, les vieillards et enfants de moins de seize ans sont en général conduits directement dans les chambres à gaz car ils ne sont pas considérés comme aptes à travailler. Rosette meurt gazée ce 23 novembre 1943.

### Sort du reste de la famille Wolczak
Les parents de Rosette Wolczak sont informés de l'arrivée de leur fille en Suisse le 18 octobre 1943, soit quelques jours après son refoulement. La famille quitte Le Pont-de-Claix à la suite de la prise de contrôle de la région par les Allemands. Elle s'établit à Villette-d'Anthon, située à quatre-vingts kilomètres de Voiron, et y reste jusqu'à la fin de la guerre sans être inquiétée, protégée par les habitants du village. Les Wolczak retournent à Paris après la Libération et entament les recherches pour retrouver Rosette. Une lettre est adressée le 29 novembre 1944 au Comité Suisse de recherche des enfants sans adresse, qui ne répond pas. Le 18 juillet 1945 le frère de Rosette Wolczak, Nathan, qui a pris contact avec l'OSE à Genève reçoit une réponse qui l'informe de la mort de sa sœur . La famille quitte la France pour Israël en 1952.
En 2000, le frère de Rosette reçoit des archives d’État de Genève une copie du dossier de Rosette. Le dossier administratif de Rosette Wolczak peut être consulté aux archives d’État parmi les dossiers de plus de 20 000 personnes arrêtées entre 1942 et la fin de la guerre par la police. Le dossier de Rosette Wolczak porte le no CH.AEG Justice et police. Ef/2-041-No4928 et comporte environ trente pages.

## Hommages aux victimes de la Shoah

### Plaque commémorative à l'école de Montmorency à Paris
En 2007 à la suite d'un travail de recensement des enfants juifs déportés pendant la Seconde Guerre mondiale, une plaque commémorative est inaugurée dans l'école jadis fréquentée par Rosette Wolczak dans le 3e arrondissement de Paris.

### Plaque commémorative à l'école Jean Jaurès à Lyon
Le 5 juillet 2005, une plaque est apposée sur l'école Jean Jaurès que Rosette Wolzack et son frère ont fréquentée. 

### Adaptation au théâtre
Michel Beretti reçoit une bourse de la Fondation pour la Mémoire de la Shoah pour adapter l'histoire de Rose Wolczak au théâtre en 2012,. Son travail est répertorié sous le nom de « projet 4928 » faisant référence au numéro du dossier administratif de Rosette Wolczak dans les archives d’État de Genève

### Plaque commémorative à l'école des Cropettes à Genève

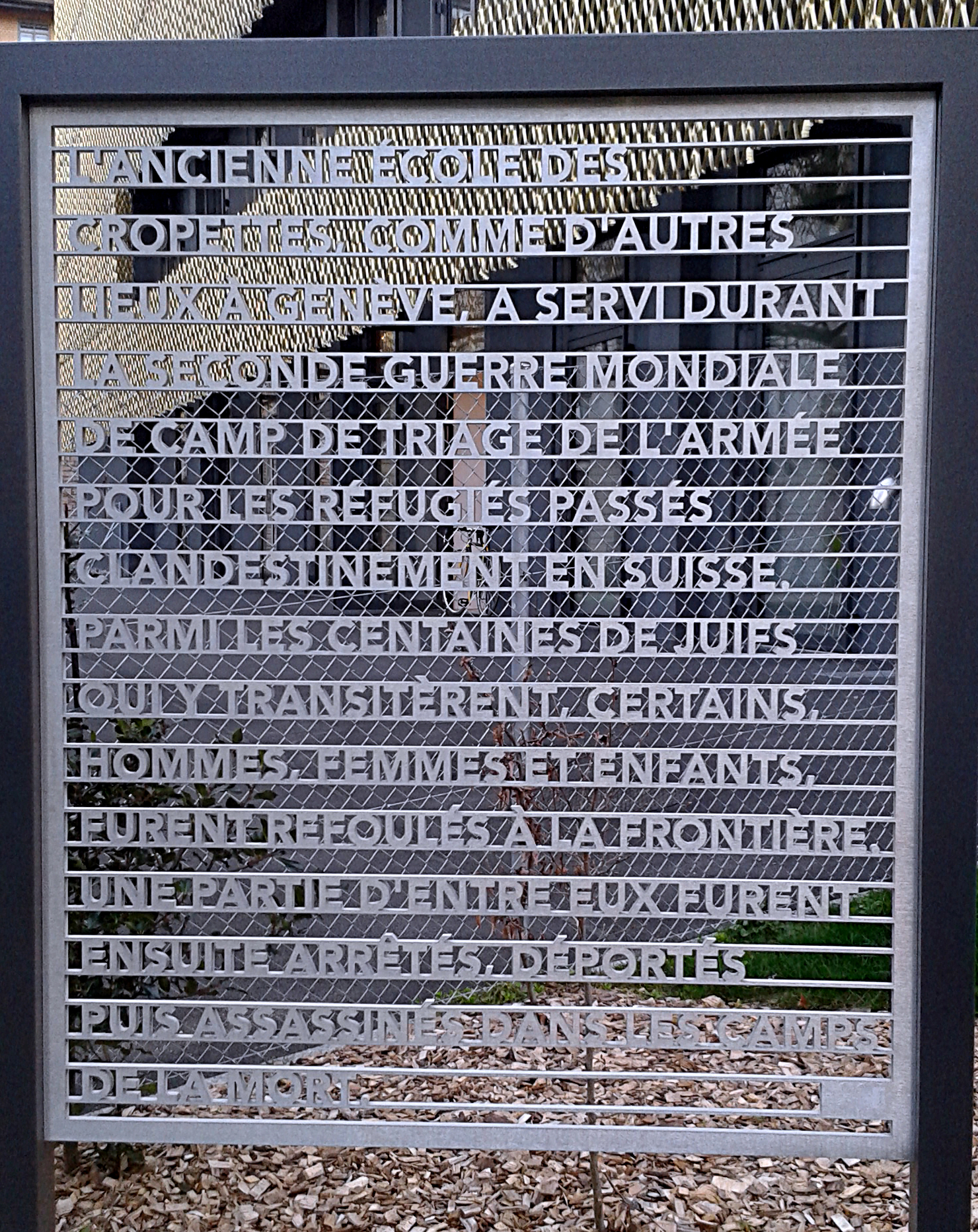
Plaque commémorative à l'école des Cropettes à Genève

Le mercredi 27 janvier 2016 une plaque commémorative est apposée à côté de l'école primaire des Cropettes pour la mémoire des personnes juives refoulées de Suisse pendant la Seconde Guerre mondiale par les autorités municipales de la ville de Genève. Cette plaque commémorative constitue la première du genre en Suisse selon la CICAD. L'initiative, portée par Claire Luchetta-Rentchnik, est concomitante à la publication de Rosette, pour l'exemple, un livre de Claude Torracinta (journaliste, directeur de l'information à la Télévision suisse romande, connu pour avoir dirigé l'émission Temps Présent) retraçant l'histoire de Rosette Wolczak.

### Ruth Fivaz-Silbermann,La fuite en Suisse: les Juifs à la frontière franco-suisse durant les années de "la Solution finale". Itinéraires, stratégies, accueil et refoulement
1. ↑  Fivaz 2012, p. 127.
2. 1 2 3  Fivaz 2020, p. 727.
3. 1 2  Fivaz 2020, p. 728.

### Autres références
1. ↑  « [ftp://ftp.ge.ch/archives/refugies/listes/liste-com
plete.pdf Personnes enregistrées à la frontière genevoise durant la Seconde Guerre mondiale] », sur Archives État de Genève.
2. ↑  « Rose "Rosette" Wolczak (1928 - 1943) - Find A Grave Photos », sur www.findagrave.com (consulté le 14 mars 2016).
3. 1 2  Torracinta 2016, p. 19.
4. 1 2  Torracinta 2016, p. 17.
5. ↑  Torracinta 2016, p. 21.
6. ↑  Torracinta 2016, p. 23.
7. ↑  « Independent Commission of Experts Switzerland - Second World War ICE », sur www.uek.ch (consulté le 25 mai 2016).
8. ↑  Torracinta 2016, p. 27-28.
9. ↑  François Wisard, Les Justes suisses, 2007 (lire en ligne).
10. ↑  Torracinta 2016, p. 29-42.
11. 1 2  « Michel Beretti : 4928 », sur michelberetti.net (consulté le 14 mars 2016).
12. 1 2  « Claude Torracinta et l'histoire de la petite juive Rosette », sur www.letemps.ch (consulté le 2 février 2016).
13. 1 2 3  « Les Cropettes, nouveau lieu de mémoire », sur LeCourrier (consulté le 14 mars 2016).
14. 1 2  « BAT - Imprimer- », sur www.lebilletdesauteursdetheatre.com (consulté le 14 mars 2016).
15. ↑  Nathalie Zadok, « Shoah : Rosette Wolczak, 15 ans pensait être sauvée en ayant franchi la frontière ... », sur AlianceFR.com (consulté le 14 mars 2016).
16. ↑  Torracinta 2016, p. 61.
17. ↑   « Daniel Odier », dans la base de données Dodis des Documents diplomatiques suisses.
18. 1 2  Ruth Fivaz-Silbermann, « Refoulement, accueil, filières: les fugitifs juifs à la frontière franco-genevoise entre 1942 et 1944 », Revue suisse d'histoire,‎ 2001, p. 305 - 306 (lire en ligne).
19. ↑  Fivaz-Silbermann 2001, p. 305 - 306.
20. ↑  Fivaz-Silbermann 2001, p. 727-733.
21. ↑  Torracinta 2016, p. 66.
22. ↑  « Serons-nous vivantes le 2 janvier 1950 ? - Françoise Verny » [archive du 14 mars 2016], sur www.senscritique.com (consulté le 14 mars 2016).
23. ↑  « Mémorial de la Shoah », sur bdi.memorialdelashoah.org (consulté le 14 mars 2016).
24. ↑  Torracinta 2016, p. 83.
25. ↑  Torracinta 2016, p. 83-84.
26. ↑  « A Paris, une stèle pour les enfants juifs déportés », sur Libération.fr (consulté le 14 mars 2016).
27. ↑  « Plaque commémorative apposée à l'école Jean Jaurès », sur Le site de généalogie Geneanet (consulté le 22 septembre 2021).
28. ↑  « Fondation pour la Mémoire de la Shoah », sur www.fondationshoah.org (consulté le 11 mars 2016).
29. ↑  « 27 janvier 2016 Une mémoire toujours vivante | Cicad », sur www.cicad.ch (consulté le 14 mars 2016).
30. ↑  www.lemanbleu.ch, Léman Bleu, « Genève à Chaud », sur Léman Bleu Télévision (consulté le 14 mars 2016).